# هربرت ريغ
هربرت ريغ (بالإنجليزية: Herbert Rigg)‏ (18 أغسطس 1923 في أستراليا - 16 مارس 2015) هو لاعب كريكت أسترالي.

## وصلات خارجية
- هربرت ريغ على موقع إي آس بي آن كريك إنفو (الإنجليزية)